# Circuit des Invalides
Het Circuit des Invalides is een stratencircuit in Parijs, Frankrijk. Op 23 april 2016 werd de eerste Formule E ePrix van Parijs op dit circuit verreden.

## Lay-out

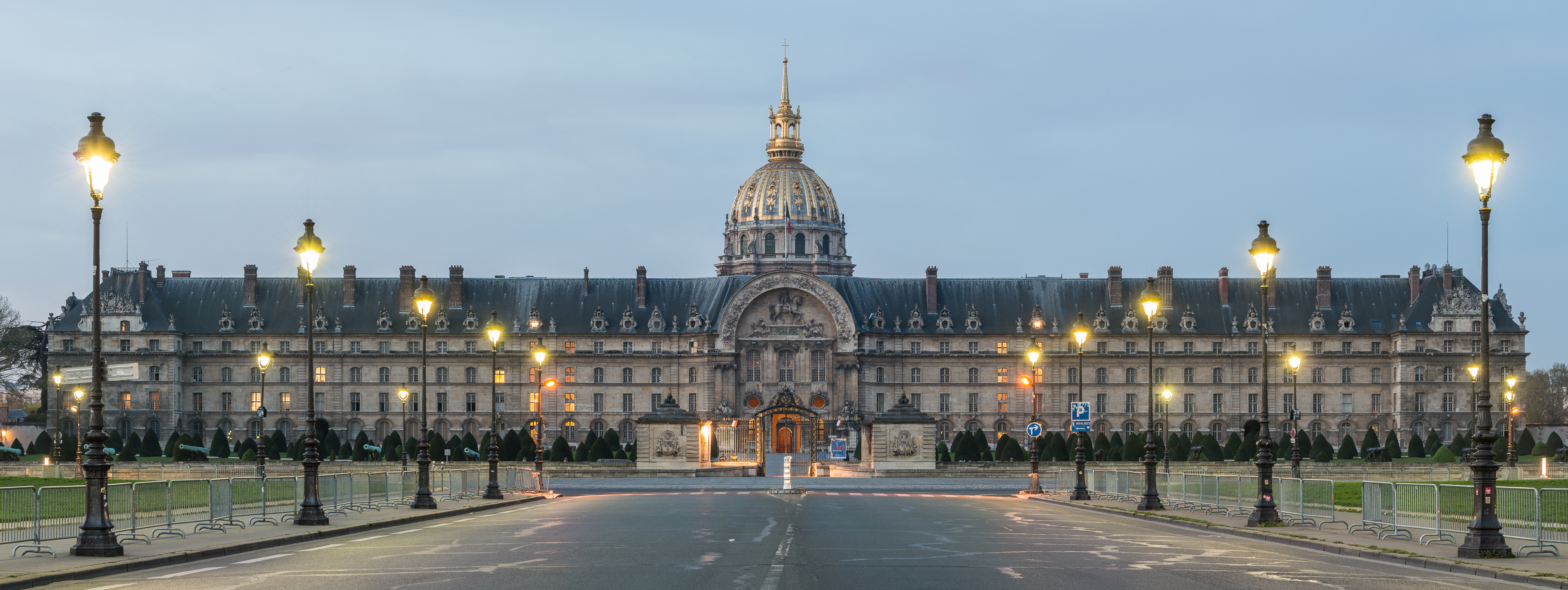
Uitzicht vanaf de Esplanade des Invalides, waar de pitstraat komt te liggen.

Het circuit loopt tegen de klok in rond het Hôtel des Invalides langs het Musée de l'Armée en het graf van Napoleon Bonaparte. De pitstraat, die zich op de Esplanade des Invalides bevindt, keert zich eerst af van het circuit alvorens een draai van 180 graden te maken om weer terug op de baan te komen.